# Peter Pollack
Pour les articles homonymes, voir Pollack.

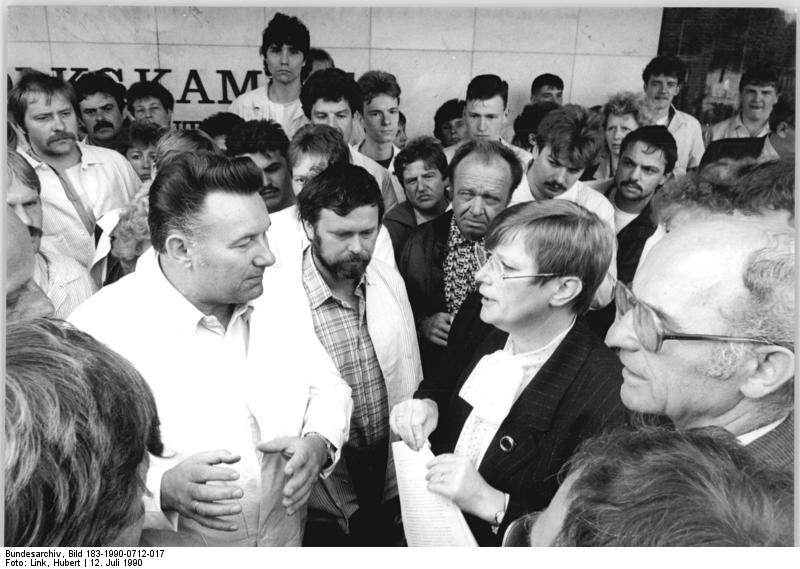
Sybille Reider, ministre du Commerce et du Tourisme (2e à partir de la droite), et le ministre de l'Alimentation, de l'Agriculture et des Forêts, Dr. agr. Peter Pollack (à droite) lors d'une manifestation en 1990

Peter Pollack, né le 30 août 1930 à Dresde (Allemagne) et mort le 20 octobre 2017 à Paulinenaue (Allemagne), est un homme politique est-allemand. Il est ministre de l'Agriculture, des Forêts et de l'Agroalimentaire en 1990.

## Sources
- (de) Cet article est partiellement ou en totalité issu de l’article de Wikipédia en allemand intitulé « Peter Pollack » (voir la liste des auteurs).